# Hrabě z Antrimu

Erb hrabat z Antrimu

Hrabě z Antrimu je titul irské šlechty, stvořený pro rod MacDonnellů. Členové rodiny jsou potomky Sorleye Boye MacDonnella, který založil rodinu v Hrabství Antrim. Roku 1618 získal jeho čtvrtý syn Randal MacDonnell titul Vikomt Dunluce a roku 1620 titul Hrabě z Antrimu. Jeho nejstarší syn a druhý hrabě bojoval jako monarchista v Anglické občanské válce a roku 1645 mu byl předán titul Markýz z Antrimu. Byl bezdětný a po jeho smrti roku 1682 markýzát zanikl.
Dalším hrabětem se stal jeho bratr. V Anglické sněmovně zastupoval Wigan a také sloužil jako Lord nadporučík z Antrimu. Jeho vnuk pátý hrabě byl guvernérem hrabství Antrim. Jeho nástupcem se stal jeho syn. V Irské sněmovně zastupoval hrabství Antrim. Roku 1789 titul zanikl a byl znovu vytvořen Markýzát Antrim. Roku 1791 zemřel markýz Randal William MacDonnell a zdůvodu že neměl žádné mužské potomky markýzát zanikl. Roku 1785 byl obnoven titul hraběte z Antrimu a nástupcem se stala jeho nejstarší dcera Anne Catherine MacDonnell. Vdala se za Sira Henryho Vane-Tempest 2. baroneta. Jejich dcera Lady Frances Anne Vane se vdala za Charlese Williama Vanea, 3. markýze z Londonderry a byla prababičkou premiéra Sira Winstona Churchilla. Dalším nástupcem se stala její mladší sestra Charlotte která byla manželkou viceadmirála Marka Roberta Kerra, třetího syna Williama Johna Kerra, 5. markýze z Lothianu. Dalším nástupcem se stal její nejstarší syn. Neměl žádné syny a proto se stal nástupcem jeho mladší bratr.
Rodinným sídlem je hrad Glenarm, poblíž Glenarmu.

## Hrabata z Antrimu (založení - 1620)
- Randal Macsorley MacDonnell (?-1636)
- Randal MacDonnell (1609–1682) (roku 1645 markýzem z Antrimu)

## Markýzi z Antrimu (založení - 1645)
- Randal MacDonnell (1609–1682)

## Hrabata z Antrimu (obnovení)
- Alexander MacDonnell (1615–1699)
- Randal MacDonnell (1680–1721)
- Alexander MacDonnell (1713–1775)
- Randal William MacDonnell (1749–1791) (roku 1789 markýzem z Antrimu)

## Markýzi z Antrimu (obnovení)
- Randal William MacDonnell (1749–1791)

## Hrabata a hraběnky z Antrimu (obnovení - 1785)
- Randal William MacDonnell (1749–1791)
- Anne Catherine MacDonnell (1775–1834)
- Charlotte Kerr (1779–1835)
- Hugh Seymour McDonnell (1812–1855)
- Mark McDonnell (1814–1869)
- William Randal McDonnell (1851–1918)
- Randal Mark Kerr McDonnell (1878–1932)
- Randal John Somerled McDonnell (1911–1977)
- Alexander McDonnell (nar. 1935)

Současným dědicem je Randal Alexander McDonnell, vikomt Dunluce (nar. 1967)
Jeho dědicem je Alexander David Somerled McDonnell (nar. 2006)